# Чемпіонат Португалії з футболу серед жінок
Чемпіонат Португалії з футболу серед жінок (порт. Campeonato Nacional Feminino) — щорічне змагання для професійних португальських жіночих футбольних клубів, проведиться Португальською федерацією футболу. 
Найтитулованішим клубом залишається «Прімейру Дісембру» в активі якого 12 титулів. 

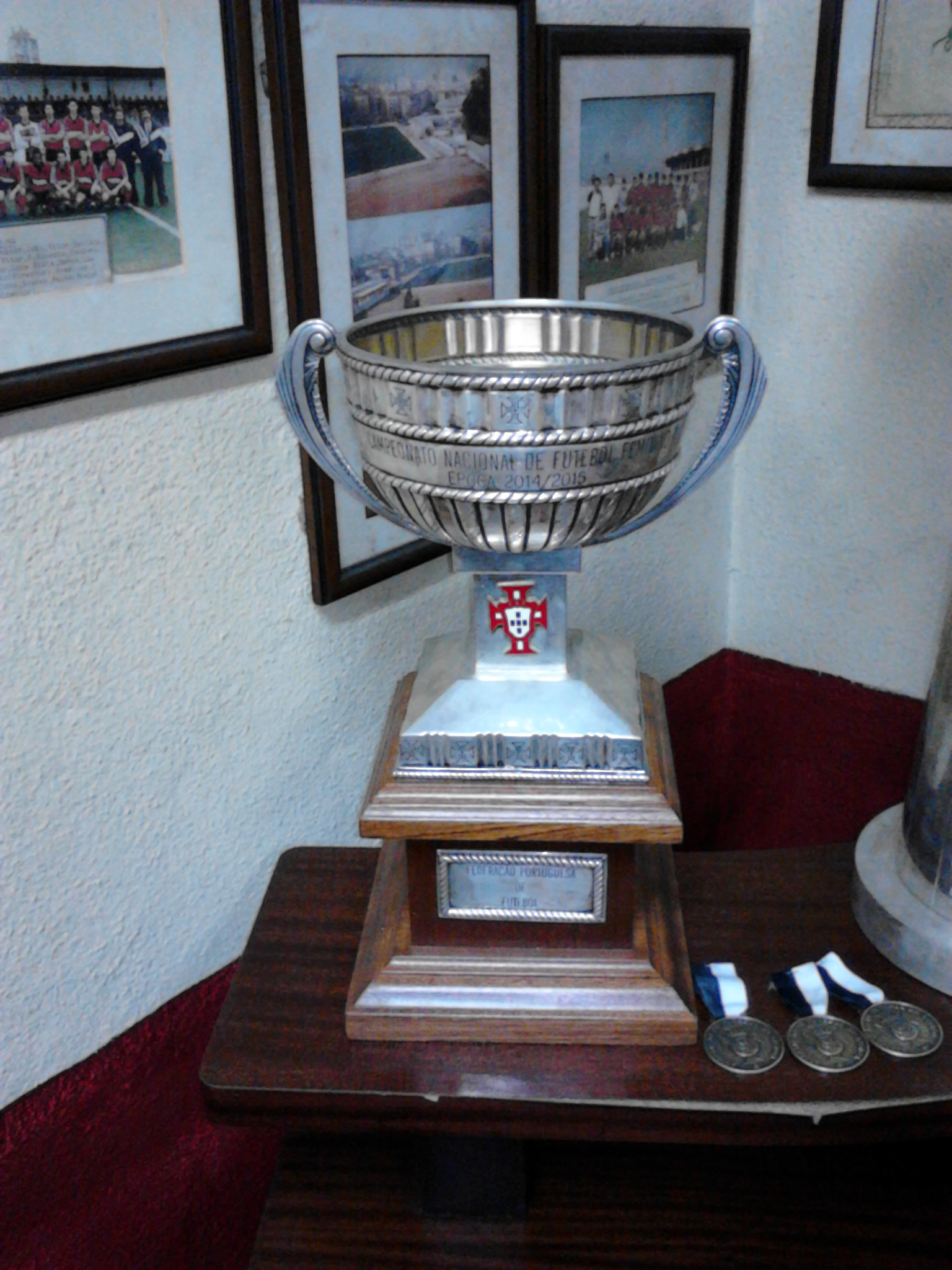
Трофей, що вручають команді-переможцю Campeonato Nacional de Futebol Feminino

Дві кращі команди чемпіонату виходять до кваліфікації Ліги чемпіонів УЄФА, команда що займає третє місце кваліфікується до Кубка Європи УЄФА.

## Формат

### Формат турніру
У чемпіонаті виступає 12 клубів. Протягом сезону (з вересня по травень) кожен клуб грає зі своїми суперниками двічі (подвійна кругова система), один раз на домашньому стадіоні та один раз на виїзному поєдинку, загалом 22 матчі. Команди отримають 3 очки за перемогу та одне очко за нічию. За поразки очки не нараховуються. Команди займають підсумкові місця за кількістю набраних очок, потім враховуються набрані очки в очних поєдинках, різниця забитих та пропущених м'ячів в очних поєдинках, різниця забитих та пропущених м'ячів, виграні матчі та кількість забитих м'ячів. Якщо всі вище вказані показники рівні, то призначається матч на нейтральному полі. Дві найгірші команди вибувають до другого дивізіону чемпіонату Португалії, а їх місце займають дві найкращі команди займають їх місце в еліті португальського футболу.

## Команди-учасниці
| Команда            | Місце розташування     | Стадіон                                   | Місткість |
| ------------------ | ---------------------- | ----------------------------------------- | --------- |
| «Ешторіл»          | Ешторіл                | Спортивно-тренувальний центр              | 0         |
| «Бенфіка» Лісабон  | Сейшал                 | «Бенфіка Кампус»                          | 2,644     |
| «Брага»            | Брага                  | «1 травня»                                | 28,000    |
| «Валадареш Гайя»   | Віла-Нова-де-Гайя      | Спортивний комплекс «Валадареш»           | 750       |
| «Вілаверденсе»     | Віла-Верде             | Муніципальний комплекс «Віла-Верде»       | 3,000     |
| «Дамайєнсе»        | Амадора                | «Деспортиво Монте-да-Галега»              | 2,000     |
| «Расінг Павер»     | Сейшал                 | «Сетубала»                                | 3,000     |
| «Албергарія-Дуріт» | Албергарія-а-Веля      | «Антоніу Аугушту Мартінш Перейра»         | 1,500     |
| «Марітіму»         | Фуншал                 | Тренувальний спортивний центр «Андорінья» | 500       |
| «Спортінг» Лісабон | Алкошете               | «Ауреліу Перейри»                         | 1,128     |
| «Торренсе»         | Торріш-Ведраш          | «Парк Деспортиво Максимино Сантос»        | 2,000     |
| «Фамалікан»        | Віла-Нова-де-Фамалікан | Академія ФК «Фамаликан»                   | 500       |

## Призери

### Taça Nacional
| Сезон   | Чемпіони       | Срібний призер         | Бронзовий призер   |
| ------- | -------------- | ---------------------- | ------------------ |
| 1985–86 | «Боавішта»     | «Академіка де Алвалде» | «Уніау де Коймбра» |
| 1986–87 | «Боавішта» (2) |                        |                    |
| 1987–88 | «Боавішта» (3) |                        |                    |
| 1988–89 | «Боавішта» (4) | «Кошта ду Ешторіл»     | «Уніау де Коймбра» |
| 1989–90 | «Боавішта» (5) | «Кошта ду Ешторіл»     | «Уніау де Коймбра» |
| 1990–91 | «Боавішта» (6) | «Кошта ду Ешторіл»     | Уніау Феррейренсі  |
| 1991–92 | «Боавішта» (7) | Уніау Феррейренсі      | «Спортінг»         |
| 1992–93 | «Боавішта» (8) | «9 Абріл Тражусі»      | «Спортінг»         |

### Campeonato Nacional
| Сезон   | Чемпіони                                        | Срібний призер                                  | Бронзовий призер                                |
| ------- | ----------------------------------------------- | ----------------------------------------------- | ----------------------------------------------- |
| 1993–94 | «Боавішта» (9)                                  | «9 Абріл Тражісі»                               | «Лобау»                                         |
| 1994–95 | «Боавішта» (10)                                 | «Лобау»                                         | «Прімейру Дісембру»                             |
| 1995–96 | «Лобау»                                         | «Прімейру Дісембру»                             | «Боавішта»                                      |
| 1996–97 | «Боавішта» (11)                                 | «Прімейру Дісембру»                             | «Лобау»                                         |
| 1997–98 | «Гатоеш»                                        | «Боавішта»                                      | «Прімейру Дісембру»                             |
| 1998–99 | «Гатоеш» (2)                                    | «Боавішта»                                      | «Прімейру Дісембру»                             |
| 1999–00 | «Прімейру Дісембру»                             | «Гатоеш»                                        | «Боавішта»                                      |
| 2000–01 | «Гатоеш» (3)                                    | «Прімейру Дісембру»                             | «Боавішта»                                      |
| 2001–02 | «Прімейру Дісембру» (2)                         | «Гатоеш»                                        | «КФБ»                                           |
| 2002–03 | «Прімейру Дісембру» (3)                         | «КФБ»                                           | «Боавішта»                                      |
| 2003–04 | «Прімейру Дісембру» (4)                         | «Варжеа»                                        | «КФБ»                                           |
| 2004–05 | «Прімейру Дісембру» (5)                         | «Варжеа»                                        | «Марітіму Муртоенсі»                            |
| 2005–06 | «Прімейру Дісембру» (6)                         | «Марітіму Муртоенсі»                            | «Варжеа»                                        |
| 2006–07 | «Прімейру Дісембру» (7)                         | «Боавішта»                                      | «Варжеа»                                        |
| 2007–08 | «Прімейру Дісембру» (8)                         | «Боавішта»                                      | «Варжеа»                                        |
| 2008–09 | «Прімейру Дісембру» (9)                         | «Боавішта»                                      | «Бейра-Мар Алмада»                              |
| 2009–10 | «Прімейру Дісембру» (10)                        | «Ескола»                                        | «Албергарія-Дуріт»                              |
| 2010–11 | «Прімейру Дісембру» (11)                        | «Кадіма»                                        | «Ескола»                                        |
| 2011–12 | «Прімейру Дісембру» (12)                        | «Боавішта»                                      | «Албергарія-Дуріт»                              |
| 2012–13 | «Атлетіку Уріенсі»                              | «Албергарія-Дуріт»                              | «Прімейру Дісембру»                             |
| 2013–14 | «Атлетіку Уріенсі» (2)                          | «А-душ-Франкуш»                                 | «КФБ»                                           |
| 2014–15 | «КФБ»                                           | «Вальдареш Гайя»                                | «Атлетіку Уріенсі»                              |
| 2015–16 | «КФБ» (2)                                       | «Албергарія-Дуріт»                              | «Вальдареш Гайя»                                |
| 2016–17 | «Спортінг»                                      | «Брага»                                         | «КФБ»                                           |
| 2017–18 | «Спортінг» (2)                                  | «Брага»                                         | «Ешторіл»                                       |
| 2018–19 | «Брага»                                         | «Спортінг»                                      | «КФБ»                                           |
| 2019–20 | Через пандемію Covid-19 чемпіонат не проводився | Через пандемію Covid-19 чемпіонат не проводився | Через пандемію Covid-19 чемпіонат не проводився |
| 2020–21 | «Бенфіка»                                       | «Спортінг»                                      | «Брага»                                         |
| 2021–22 | «Бенфіка» (2)                                   | «Спортінг»                                      | «Брага»                                         |
| 2022–23 | «Бенфіка» (3)                                   | «Спортінг»                                      | «Брага»                                         |
| 2023–24 | «Бенфіка» (4)                                   | «Спортінг»                                      | «Расінг Павер»                                  |
| 2024–25 | «Бенфіка» (5)                                   | «Спортінг»                                      | «Брага»                                         |

## Чемпіонства по клубах
| Чемпіон             | Перемог | Роки                                                                   |
| ------------------- | ------- | ---------------------------------------------------------------------- |
| «Прімейру Дісембру» | 12      | 2000, 2002, 2003, 2004, 2005, 2006, 2007, 2008, 2009, 2010, 2011, 2012 |
| «Боавішта»          | 11      | 1986, 1987, 1988, 1989, 1990, 1991, 1992, 1993, 1994, 1995, 1997       |
| «Бенфіка»           | 5       | 2021, 2022, 2023, 2024, 2025                                           |
| «Гатоеш»            | 3       | 1998, 1999, 2001                                                       |
| «Спортінг»          | 2       | 2017, 2018                                                             |
| «Атлетіку Уріенсі»  | 2       | 2013, 2014                                                             |
| «КФБ»               | 2       | 2015, 2016                                                             |
| «Лобау»             | 1       | 1996                                                                   |
| «Брага»             | 1       | 2019                                                                   |